# Електрична міцність
Електри́чна мі́цність — характеристика діелектриків, мінімальна напруженість електричного поля, при якій настає електричний пробій. Всі гази, а також всі тверді і рідкі діелектрики мають скінченну електричну міцність.
Електрична міцність ізоляції — випробувальна напруга, що прикладається за спеціальних умов, яку повинна витримувати ізоляція пристрою.

## Основні поняття
Коли напруженість електричного поля перевищує електричну міцність, діелектрик починає проводити електричний струм. Провідність викликається комбінацією ударної іонізації та тунельного просочування, роль кожного з цих ефектів залежить від конкретного діелектрика.
Будь-який діелектрик може бути використаний лише при електричній напрузі, що не перевищує граничних значень, характерних для нього для певних умов. При напрузі вище цих граничних значень настає електричний пробій діелектрика — повна втрата ним електроізоляційних властивостей. Значення електричної напруги, при якій відбувається пробій діелектрика, називається пробивною напругою, а відповідне значення напруженості однорідного зовнішнього електричного поля — електричною міцністю діелектрика.
Зміна  електропровідності відбувається стрибкоподібно і часто призводить до руйнування діелектрика внаслідок перегріву.

## Природа електричної міцності
Явище електричного пробою пов'язане з електронними процесами в діелектрику, що виникають в сильному електричному полі і наводять до раптового різкого місцевого зростання щільності електричного струму до моменту пробою.
Пробій у газах обумовлюється явищами ударної і фотонної іонізації. 
Пробій рідких діелектриків відбувається в результаті іонізаційних теплових процесів. Одним з найголовніших факторів, що сприяють пробою рідин, є наявність в них сторонніх домішок. 
Пробій твердих тіл може викликатися як електричним, хімічним так і тепловим процесами, що виникають під впливом поля.

## Електрична міцність різних матеріалів
Електрична міцність вимірюється у вольтах на одиницю відстані (зазвичай В/см) і значно різниться для різних діелектриків:
- слюда, кварц та інші тверді діелектрики з добрими ізоляційними властивостями мають електричну міцність до 106—107 В/см;
- електрична міцність рідкого діелектрика дуже сильно залежить від його чистоти і також може досягати 106 В/см;
- електрична міцність газів лінійно залежить від тиску (див. Закон Пашена) і суттєво — від товщини шару («відхилення» від закону Пашена); у випадку повітря в нормальних умовах з товщиною шару 1 см електрична міцність становить приблизно 3×104 В/см, у елегазу (шестифтористої сірки SF6) — в 2...4 рази більша.

## Вимірювання електричної міцності
Електрична міцність вимірюється за допомогою коротких імпульсів високої напруги (щоб результати вимірів не спотворювалися тепловим та електрохімічним пробоями).